# Enicospilus simoni
Enicospilus simoni är en stekelart som beskrevs av Ian D. Gauld 1988. Enicospilus simoni ingår i släktet Enicospilus och familjen brokparasitsteklar. Inga underarter finns listade i Catalogue of Life.